# الإتحاد العربي للجمعيات السينمائية
الإتحاد العربي للجمعيات السينمائية هو اتحاد يضم العديد من الجمعيات السينمائية العربية حيث تأسس عام 2013م بالإسكندرية 

## جمعيات الإتحاد
وقع الأمير أباظة، رئيس الجمعية المصرية لكتاب ونقاد السينما، اتفاقية لتأسيس الاتحاد العام للجمعيات السينمائية العربية بمشاركة 8 دول هم (عمان[بحاجة لمصدر] وسوريا والسعودية ومصر والبحرين والكويت والجزائر والمغرب)، ممثلين في جمعيات سينمائية:
1. الجمعية المصرية لكتاب ونقاد السينما
2. الجمعية العمانية للسينما
3. نادي الكويت للسينما
4. الجمعية السعودية للثقافة والفنون
5. جمعية الشاشات لنا الجزائرية
6. جمعية مهرجان الرباط المغربية
7. جمعية البحرين للسينما.

## أهداف الإتحاد
وأقيم حفل التوقيع على هامش مهرجان الإسكندرية السينمائي ومن جملة أهداف الإتحاد كما صرح أمير إباظة:
- تمكين السينمائيين العرب من خلق أفق أوسع لعملهم.
- البدء في تشكيل لجنة تأسيسية للاتحاد لمدة عام، تعمل على تنمية روح الصداقة بين الدول المؤسسة، والدعم المشترك في إقامة المهرجانات وتدعيم الدراسات السينمائية.
- دعم مشروعات المبدعين من الشباب، مشيرًا إلى أنه تم الاتفاق على أن يكون هناك موقع إلكتروني للاتحاد.
- أن هناك مقترحات جادة بعد التأسيس وتفاعل بين الجمعيات من خلال الاجتماعات دورية، خصوصا أن هناك خبرات كثيرة لخلق عمل جماعي.
- العمل على جمع الدول العربية، وهذا ما فشلت فيه السياسة والرؤساء، كما أنه سيهتم بسينما المرأة والشباب، مطالبًا بتكاتف جميع صناع السينما في الدول العربية لنجاح هذا الاتحاد.
- الجمع على جمع الدول العربية، لتكون كيانا واحدا نستطيع من خلاله إنتاج فيلم روائي يضم كل القضايا العربية المهمة.

ووقع مؤسسو الاتحاد وثيقة التأسيس في مؤتمر صحفي أعلنوا فيه عن أهداف التجمع الجديد، ومن بينها ا